# Puma GTB

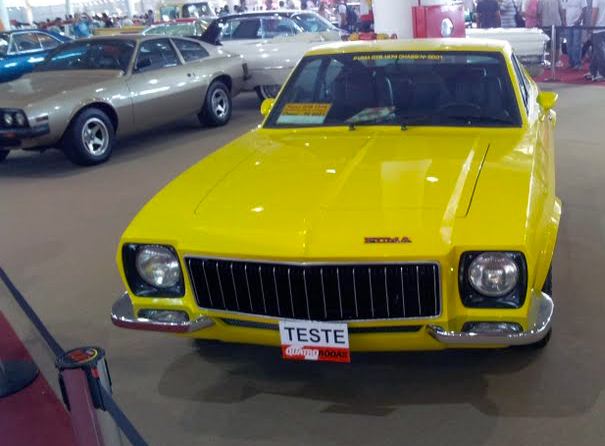
Puma GTB modelo 1974.

Puma GTB es un automóvil deportivo fabricado por Puma y presentado en el Salón del Automóvil de 1973 con el nombre de Puma GTO. El marketing oficial es de 1974 como Puma GTB (acrónimo de Gran Turismo Brasil).

## Historia
A finales de 1971 se conoció la "Pequena Atrevida" como PUMA Veículos e Motores, volvió a sacudir el mercado brasileño del automóvil, comenzó a probar un nuevo prototipo diseñado por Rino Malzoni inicialmente se llamó P8, este "nuevo" prototipo se conocía en ese momento Como PUMA GTO y en la fase de pruebas el nuevo coche recorrió más de 50.000 km y con un motor ópalo de 6 cilindros y 3,8 litros, estaba siendo esperado por los amantes de la velocidad, no hay noticias de este primer prototipo que probablemente fue completamente reconstruido, con el mismo Chevrolet, pero con 4,100 cc, y fue presentado en el Salón del Automóvil de 1973 todavía bajo el nombre PUMA GTO (GTO: Gran Turismo Omologato - Acrónimo utilizado a menudo por Pontiac y Ferrari), el nuevo modelo atrajo mucho la atención del público que aprobó las líneas de los nuevos deportivos típicamente inspirados en los autos deportivos estadounidenses. En este Salón del Automóvil, PUMA Veículos e Motores recibió alrededor de 300 pedidos del nuevo modelo, que recién entró en producción regular en 1974, ya llamado PUMA GTB (Gran Turismo Brasil), su producción inicial fue de 10 unidades por mes.
Curiosamente, en mayo de 1974, estaba listo un prototipo de la pick-up GTB, que, sin embargo, nunca se construyó en serie y cuyo paradero se desconoce.
El PUMA GTB era un auto deportivo hermoso e imponente, que tenía lista de espera para compra, ya que el gobierno militar estranguló cada vez más el ingreso de autos deportivos importados, se hicieron un número aún mayor de pedidos y así, ocurrió un fenómeno interesante: El PUMAS. GTB ya producidos se vendieron en el mercado de autos usados a precios muy superiores a los cobrados por la fábrica, ya que estas unidades tenían una lista de espera de más de 1 año, lo que prueba que el problema de PUMA Veículos e Motores era no vender sus autos. sino producirlos.
La carrocería del PUMA GTB también era de plástico y fibra de vidrio, con un frente muy largo y una trasera corta, se preferían los colores metálicos como el plateado y el dorado. Ventanas verdes, asientos y volante deportivo formaban parte de los elementos de serie. Como su hermano pequeño, el PUMA GTB era ideal para dos personas (el espacio del asiento trasero solo se podía usar para viajes cortos). El panel de instrumentos era muy completo e incluía tacómetro, voltímetro y termómetro de aceite. Llegó equipado con rines exclusivos PUMA y neumáticos nuevos en el mercado nacional, el Pirelli E70.
El rendimiento del PUMA GTB no fue muy superior al del Opal, Dodge Dart y Charger en ese momento. Y estos eran más baratos que él. De hecho, el PUMA GTB solo costaba menos que el Ford Landau, el automóvil nacional más caro y lujoso en ese momento. Un año después de su lanzamiento, llegaría un serio competidor para el PUMA GTB, que era el Maverick GT. La velocidad máxima del PUMA GTB fue de 170 km / hy pasó de 0 a 100 km / h en 12,5 segundos. Los únicos cambios sufridos hasta 1978 serían en la parrilla, el conjunto óptico trasero, la ubicación de la placa trasera, los emblemas y en el motor, que pasaría a 250-S, con empujadores mecánicos en lugar de hidráulicos y una potencia de 171 CV suficiente para 180 km / h. En el Salón del Automóvil de 1978, se presentó el nuevo modelo PUMA GTB, ahora llamado GTB / S2 (Serie 2), un automóvil que presentaba líneas más limpias con un frente más bajo, utilizando el mismo motor Chevrolet de 6 cilindros en línea de 4.100 cc del renombrado El 250-S también presentaba, en términos de seguridad, los inéditos cinturones de seguridad automáticos (retráctiles), asientos de cuero, aire acondicionado y elevalunas eléctricos y con mayor espacio interior para sus ocupantes, pero el asiento trasero seguía siendo el mismo, siendo solo pequeño utilizado para viajes cortos. El GTB / S2 fue una de las sensaciones de ese Salón del Automóvil, utilizó llantas de aleación ligera producidas en aleación de antalio, de 7 pulgadas utilizando Neumáticos BF-Goodrich Radial T / A 225 / 60R14 fabricados en Brasil.
En algunos catálogos se consideraron otros modelos de la línea GTB / S2 entre ellos estaba el GTB / S3 que usaría el motor Chevrolet de 4 cilindros de 2.500 cc usando Alcohol como combustible y también el GTB / S4 usando el motor Chevrolet de 6 cilindros. de 4.100 cc 250-S turboalimentado, pero no hay noticias de si los dos modelos se produjeron realmente, pero ya se han visto los dos modelos GTB / S3 y GTB / S4.
El PUMA GTB / S2 tuvo su producción parada a fines de 1984, año en el que se produjeron 56 Pumas GTB / S2, en total se estima que fueron 888 PUMA GTB / S2 en cinco años de fabricación.

## Puma AMV 4.1
La tercera y última generación del PUMA GTB estuvo marcada por la pasión por la marca, el empresario Nívio de Lima, quien trabajó de vacaciones en São Paulo a la altura de la marca, realizó el sueño que en su juventud fue Lejano. Terminó después de años de consolidarse como emprendedor en el sector de autopartes, hizo realidad su sueño de manera radical, compró PUMA por un millón de dólares, reinició producción y destinó el primer auto para sí mismo. La marca que había sido desactivada desde 1986 luego del último intento de reconstrucción realizado por Araucária S / A de Curitiba, esto no funcionó porque la empresa tenía una deuda entre PUMA Indústria de Veículos y Volkswagen do Brasil. Pero Nívio retomó su sueño con los pies en la tierra, trabajó ocho meses en silencio invirtiendo otro millón de dólares en una automotriz en la Ciudad Industrial de Curitiba y en modificaciones estéticas y mejoras mecánicas en la versión más potente del GTB, para asegurar Nívio negoció con un revendedor de EE. UU. Suministro de 318 PUMA AMV 4.1 en un año, pero no se sabe si estos AMV se exportaron realmente. El PUMA AMV fue en realidad un rediseño del PUMA GTB / S2, con solo la parte delantera y trasera modificadas del modelo anterior, mientras que en el interior las principales mejoras fueron los nuevos asientos Recaro cubiertos de cuero, el nuevo diseño del panel de semi-instrumentos. -alrededor, aire acondicionado integrado en el panel de instrumentos, barra estabilizadora Panhardt, los frenos eran más seguros con la adopción de una válvula de compensación, las llantas de aleación ligera fueron las tablas utilizadas en los últimos años del GTB / S2, usando 205 / neumáticos 60 , dirección hidráulica, control de elevalunas eléctrico, radiocasete digital con antena eléctrica, el rendimiento del PUMA AMV fue de 0 a 100km / h 11.8s alcanzó 183.98 km / h contra 171.4 km / h del último PUMA GTB / S2 producido por Araucária S / A, mantuvo la misma aceleración de 0-100 Km / h en la marca de 10.84 segundos, tardó menos en retomar la velocidad 18.03 segundos para pasar de 40 Km / ha 120 Km / h, por ejemplo, contra 22.19 de GTB / S2 de Araucária S / A.
En 1990, el PUMA AMV 4.1 sufrió algunas modificaciones estéticas. La parte delantera estaba pintada del color del coche y los parachoques. El alerón delantero se modificó adoptando faros de línea de gol y nuevas ruedas con tapacubos que ocultaban los tornillos. El volante tradicional moto-lita también ha sido reemplazado por un volante más moderno de 4 radios. Pero el destino de la tercera generación estaba fijado. Con la muerte de Nívio de Lima en un accidente automovilístico y la apertura de importaciones por parte del gobierno de Collor de Mello, estimuló el ingreso de autos deportivos importados que estaban mejor planificados y con desempeño más refinado, este hecho selló el destino del auto deportivo. división de Alfa Metais que dejó de producir el AMV 4.1 en 1991 y continuó produciendo el AM4 hasta 1994 y las camionetas hasta aproximadamente 1998 en la ciudad industrial de Curitiba dejando a varios fanáticos de la marca huérfanos nuevamente sin datos oficiales sobre cuántos AMV 4.1 se produjeron.